# 수연 (1993년)
수연(본명: 허샘, 1993년 8월 7일~)은 대한민국 가수 겸 뮤지컬 배우이다.

## 주요 이력
대구에서 출생하였으며 지난날 한때 충청북도 청주에서 잠시 유아기를 보낸 적이 있는 그녀는 2013년 걸 그룹 "투란"의 구성원으로 첫 데뷔 후 2016년 엠넷 TV 프로그램 《프로듀스 101》에 첫 출연하여 재차 이름을 알렸으며 그 후 같은 해(2016년) 6월 23일 걸 그룹 A.De의 구성원으로 정식 데뷔하였다. 1년 후 2017년에 뮤지컬 《프리파라》로 뮤지컬배우 데뷔하였으며 이어 같은 해 JTBC TV 프로그램 《믹스나인》에 출연하여 거듭 이름을 알렸다.

## 출연작

### TV 프로그램
- 2016년 M.net 《PRODUCE 101》
- 2017년 JTBC 《믹스나인》

### 뮤지컬
- 2017년 《프리파라》